# Les Monceaux
Les Monceaux é uma comuna francesa na região administrativa da Normandia, no departamento Calvados. Estende-se por uma área de 3,68 km². Em 2010 a comuna tinha 193 habitantes (densidade: 52,4 hab./km²).